# Contrôle des loyers
Le contrôle des loyers consiste en des lois et règlements qui fixent des limites aux niveaux des loyers, ou aux augmentations qu'on peut leur appliquer. Ils constituent de fait une forme de contrôle des prix. Le contrôle des loyers peut prendre différentes formes, comme le plafonnement des augmentations, l'encadrement des loyers ou le gel des loyers.

## Conséquences selon la recherche scientifique
Les économistes considèrent que le blocage des loyers a souvent des effets pervers, diminuant l'entretien et la construction, et aggravant ainsi la pénurie de logements. Pour le professeur d'économie Alexandre Delaigue, le consensus des économistes contre le contrôle des loyers dépasse les clivages, et les conséquences négatives sont souvent validées par les études empiriques. Pour Assar Lindbeck, économiste suédois, « après les bombes incendiaires, le contrôle des loyers [est] le plus sûr moyen de raser une ville ». Une analyse de la recherche scientifique montre que le contrôle des loyers protège les locataires existants à court terme, mais à long terme diminue l'abordabilité des logements, augmente la gentrification et provoque des retombées négatives sur le quartier.
Pour Paul Krugman, le contrôle des loyers est l'une des choses les mieux comprises de l'économie et qui fait le plus consensus chez les économistes : selon un sondage de 1992, 92 % des membres de l'American Economic Association sont d'accord avec l'affirmation « le plafonnement des loyers réduit la quantité et la qualité des logements disponibles ».

## Par pays

### Allemagne
Depuis 1971, le « Mietspiegel » (miroir des loyers) est évalué quartier par quartier. Il est interdit de dépasser de 20 % ce montant. Depuis 2015 à Berlin, il est interdit d'augmenter de plus de 10 % le loyer en passant d'un locataire à l'autre. À partir de 2019, le land de Berlin décide de geler la hausse des loyers pour une durée de cinq ans. En avril 2021, le Tribunal constitutionnel fédéral d'Allemagne juge non conforme à la constitution le plafonnement des loyers à Berlin, car une telle décision ne saurait être prise que par le gouvernement fédéral.

### Argentine
En Argentine, dans les années 2020, la loi exige une mise à jour semestrielle des contrats de location, consistant à les faire suivre un indice officiel.
D'octobre à décembre 2023, les prix connaissent de fortes distorsions et atteignent des valeurs historiques, avec une hausse moyenne de 40 % au-dessus de l'inflation de 2023, qui est de 211,4 % d'après l'Institut national des statistiques et des recensements (Indec). Ainsi, en décembre 2023, le prix moyen de location d'un appartement de deux pièces dans la capitale, Buenos Aires, s'élève à 334 888 $ par mois. Selon les données de la Chambre argentine de l'immobilier (CIA), en 2023, l'offre d'appartements à louer à Buenos Aires chute pour atteindre à peine plus de 400 unités disponibles.
Un mois après la promulgation du DNU (Décret de Nécessité et d'Urgence) par le gouvernement Milei le 20 décembre 2023, abrogeant notamment l'encadrement des loyers, le nombre de logements disponibles dans cette même ville double et les prix chutent de 20 %.

### Canada

#### Ontario
La province de l'Ontario a un régime de contrôle des augmentations de loyer résidentielles.

#### Québec
Au Québec, le contrôle des loyers est assuré par le Tribunal administratif du logement en vertu du Règlement sur les critères de fixation de loyer de la Loi sur le Tribunal administratif du logement. Cette loi et ce règlement donnent aux locataires la possibilité de contester une décision de hausse de loyer par le ou les propriétaire(s).

### États-Unis
Les premiers contrôles des loyers ont été adoptés à la suite des pénuries post Seconde Guerre mondiale, ou en rapport avec le contrôle des prix et des salaires imposé par Richard Nixon en 1971. Ils sont toujours en place dans les villes comportant une forte population locataire, comme New York, San Francisco, et Washington. Certaines villes plus petites en ont aussi, notamment Santa Monica et West Hollywood en Californie, tout comme plusieurs petites villes du New Jersey. Ces dernières années, plusieurs villes, dont Boston et Cambridge (Massachusetts), ont abandonné leurs contrôles.
Dans certaines régions, le contrôle des loyers est plus souvent adopté pour les « parcs » de maisons mobiles parce que leurs propriétaires louent les terrains et que des hausses prohibitives les obligeraient à déplacer leurs maisons, ce qui entraînerait des coûts importants et une perte de valeur. En Californie, par exemple, seulement 13 municipalités ont des contrôles des loyers pour les appartements, mais plus de cent en ont pour les maisons mobiles.
L'étendue des contrôles est généralement limitée dans les législations courantes. Ils peuvent n'affecter par exemple que les plus grands ou les plus anciens immeubles. La fréquence et le niveau des augmentations de loyer sont encadrés par la loi, habituellement limités au taux d'inflation défini par l'indice des prix à la consommation ou à une fraction de celui-ci (San Francisco, par exemple, permet des augmentations annuelles de loyer à 60 % de l'IPC).
Certaines juridictions permettent des augmentations de loyer non réglementées à l'arrivée d'un nouveau locataire. Le propriétaire a alors une occasion de démontrer qu'il ne reçoit pas un juste profit, par exemple en prouvant une augmentation des coûts (telles que des améliorations de capital) qui devrait être transmise au locataire. Celui-ci peut aussi réclamer qu'une baisse de services ou le manque de réparations soit compensé par une réduction de loyer.
Dans certains cas, il peut être demandé aux propriétaires d'enregistrer les niveaux courants de loyer ou de fournir d'autres informations sur les augmentations de loyer ou des arrêts de location.

### France
Entre 1622 et 1649, sept arrêtés ont été pris pour imposer la réduction des loyers à Paris. L'économiste Henri Baudrillart note : « Les propriétaires n'en tinrent nul compte, et l'on assiste alors à une de ces luttes instructives entre la loi naturelle qui régit les intérêts selon les fluctuations de l'offre et de la demande, et la loi positive qui prétend la faire céder à des considérations d'humanité ou de politique ».
En France, après une libéralisation des loyers au cours de la deuxième moitié du XXe siècle, avec l'extinction des logements relevant de la loi de 1948, de nouvelles mesures d'encadrement des loyers ont été mises en place dans les années 2010, dont principalement la limitation de la hausse des loyers dans certaines grandes villes depuis 2012 et toujours en vigueur.

#### Loi ALUR
Une première tentative d'encadrement des loyers du secteur privé est introduite par la loi ALUR en 2014. Malgré la loi du 6 juillet 1989 sur les rapports locatifs et malgré la « loi DALO », la ministre Cécile Duflot de chercher à « éliminer les excès, contenir une évolution des prix supportable et ainsi protéger le budget des Français » dans les zones de tensions sur les montants des loyers. La loi désigne certaines zones comme « tendues » (28 agglomérations de plus de 50 000 habitants), dans lesquelles elle souhaite imposer un encadrement des prix des loyers (application de la taxe sur les logements vacants).
Un arrêté préfectoral annuel doit alors fixer (par catégorie de logement et par quartier), trois indicateurs de loyers :
1. un loyer médian de référence ;
2. un loyer médian de référence majoré de 20 %, au-delà duquel le propriétaire ne pourra pas aller ;
3. un loyer médian de référence minoré ; loyer plancher (inférieur de 30 % au loyer médian) en deçà duquel le propriétaire pourra demander une hausse.

Sur la base d'observatoires locaux des loyers. doit être défini un loyer de référence. Un « complément de loyer exceptionnel » pourra être ajouté au loyer de base pour des logements jugés particulièrement « bien situés » ou plus confortables, mais le locataire pourra le contester auprès de la commission départementale de conciliation.
Ce dispositif est applicable pour les logements privés (meublé, nu) mais n’est pas applicable pour les logements HLM ou les locations saisonnières. Cet encadrement pour tout nouveau contrat et renouvellement de contrat permet de limiter un prix excessif des loyers par un loyer médian qui peut être dépassé de 20 % de la médiane.
Après l'annulation de la mesure par la Justice fin 2017, il est constaté dans les mois suivants une forte hausse des loyers à la relocation à Paris, le taux de loyers conformes chutant de 40 % à 13 %

#### Loi ELAN
De nouvelles dispositions sont introduites par la loi ELAN votée en novembre 2018. Leur non-respect peut entraîner par le préfet une amende administrative de 5 000 euros pour un bailleur privé qui refuserait de se mettre en conformité avec l’arrêté des loyers et de 15 000 euros pour une personne morale. Un décret du 12 avril 2019 permet que l'encadrement des loyers soit de nouveau effectif à Paris depuis le 1er juillet 2019 et à Lille depuis le 1er mars 2020. À Montpellier, l'encadrement des loyers est effectif à partir du 1er juillet 2022. À Bordeaux, il l'est à partir du 15 juillet 2022.

#### Comité scientifique de l'observation des loyers
Le comité scientifique de l'observation des loyers, créé le 5 novembre 2014 est placé auprès du ministre chargé du logement. Il est garant de la qualité statistique des données diffusées par les observatoires. Le comité est composé de cinq experts choisis en raison de leur qualification en matière économique dans le domaine du logement ou des statistiques.

### Pays-Bas
Chaque logement se voit attribuer un certain nombre de points, qui dépendent de sa surface, mais également de son confort et de son équipement : le loyer ne doit pas dépasser une somme correspondant au nombre de points.
Alors que la loi s'appliquait à 80 % des logements, une nouvelle loi valable à partir du 1er juillet 2024 l'étend à 90 à 96 % des logements, dans un contexte de pénurie de logements et de hausse des prix,.
Les logements avec le plus faible nombre de points ne doivent pas dépasser le plafond de 880 €, soit le montant maximum des loyers du logement social. Au delà d'un certain nombre de points, le loyer est libre.

### Royaume-Uni
L'encadrement des loyers est mis en place en 1915 à la suite des pénuries de la Première Guerre mondiale, et est prolongé pendant la Seconde Guerre mondiale. Le dispositif est progressivement adouci jusqu'en 1989 où il est supprimé totalement.

### Suède
Jusqu'en 2011, dans chaque ville, les syndicats de locataires et les conseils municipaux définissaient un prix annuel, que les loyers ne devaient pas dépasser de plus de 5 %. En 2011, la Commission européenne a considéré cela comme une entrave à la libre concurrence, et les intérêts des propriétaires doivent être pris en compte. La Suède reste le pays d'Europe avec la régulation des loyers la plus stricte. Le pays est victime d'une forte pénurie de logements : il faut neuf ans en moyenne pour obtenir un logement.

### Suisse
En Suisse, un locataire peut contester un loyer excessif qui ne refléterait pas la réalité du marché. Pour ce faire, il doit contester le loyer initial considéré « abusif » auprès de l’autorité de conciliation dans les 30 jours suivant la remise des clés,.
Dans certains cantons connaissant une pénurie de logements (taux de vacance inférieur à 1,5 %), les propriétaires doivent informer les nouveaux locataires du loyer précédent avec un formulaire officiel. En cas d'échec de la conciliation, il est possible d'aller au tribunal.
Peu de locataires contestent leur loyer initial (seulement 6 % selon un sondage de l'Association suisse des locataires). Pourtant, cette procédure est souvent efficace, avec un gain de cause total ou partiel dans la plupart des cas (77 % selon l'ALSOCA).
L'ASLOCA annonce en juillet 2024 le lancement d'une initiative populaire demandant un contrôle automatique des loyers.